# George Coșbuc
George Coşbuc, romunski pesnik, prevajalec in novinar, * 20. september 1866, † 9. maj 1918.